# Ferdinand Holzach (Historiker)

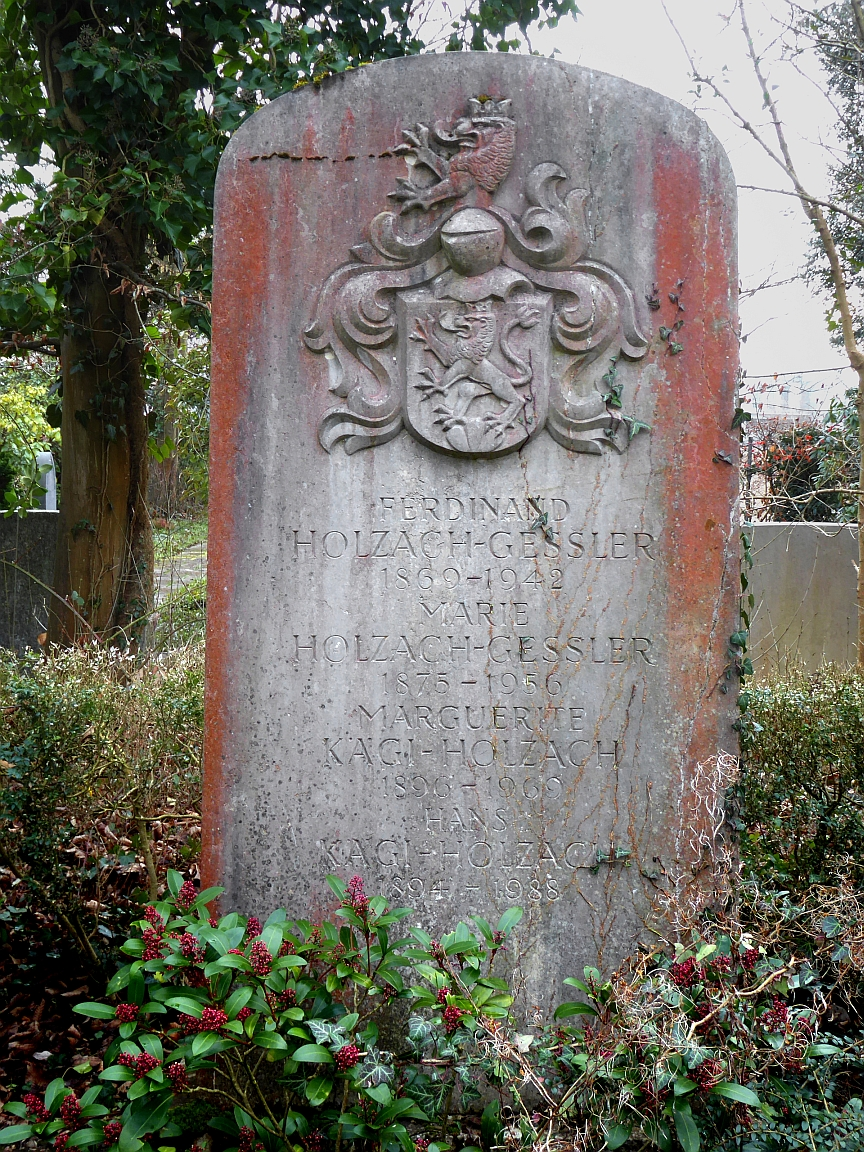
Familiengrab auf dem Friedhof am Hörnli, Riehen, Basel-Stadt

Ferdinand Holzach (* 15. Juli 1869 in Basel; † 8. Juni 1942) war ein Schweizer Historiker.

## Leben
Ferdinand Holzach, Sohn des Lehrers und zeitweiligen Unternehmers Theodor Albrecht Friedrich Holzach, wuchs mehrheitlich im Elsass auf, wo er die Schulen besuchte. Danach studierte er an der Universität Basel Geschichte und promovierte 1892 zum Dr. phil. 1892–1903 wirkte er in Basel als Sekundarlehrer. 1903–1907 war er Konservator am Historischen Museum Basel. 1907 wurde er zum Rektor der Knabenprimarschule des Kantons Basel-Stadt ernannt – ein Amt, das er bis zu seiner Pensionierung im Jahr 1934 ausübte.
Ferdinand Holzach war auch politisch tätig. So sass er 1911–1934 im Basler Grossen Rat. 1911–1935 gehörte er dem Erziehungsrat an.
1921–1933 war er zudem Mitglied des Weiteren Bürgerrates, seit 1933 zunächst Mitglied, dann Präsident des Engeren Bürgerrates.

## Schriften

### Monografien
- Die auswärtige Politik des Königreichs Sicilien vom Tode Rogers II bis zum Frieden von Venedig 1154–1177, Basel 1892 (Dissertation)
- Die Basler in den Hugenottenkriegen. Neujahrsblatt der GGG, Basel 1902
- Historisches Museum IV. Musikinstrumente. Basel 1906 (mit Karl Nef).

### Aufsätze (Auswahl)
- Das Geschlecht der Irmy, Basler Biographien, Bd. 1, Basel 1900, S. 37–57.
- Der Mülhauser Finingerhandel und der Aufruhr von 1590, in: Beiträge zur vaterländischen Geschichte, Bd. 15, 1901, S. 287–399.
- Bürgermeister Theodor Brand, in: Basler Biographien, Bd. 2, Basel 1904, S. 83–134.
- Der Feenteppich im Historischen Museum zu Basel, Historisches Museum Basel, Jahresbericht 1906, S. 36–42.